# Lolita (Roman)

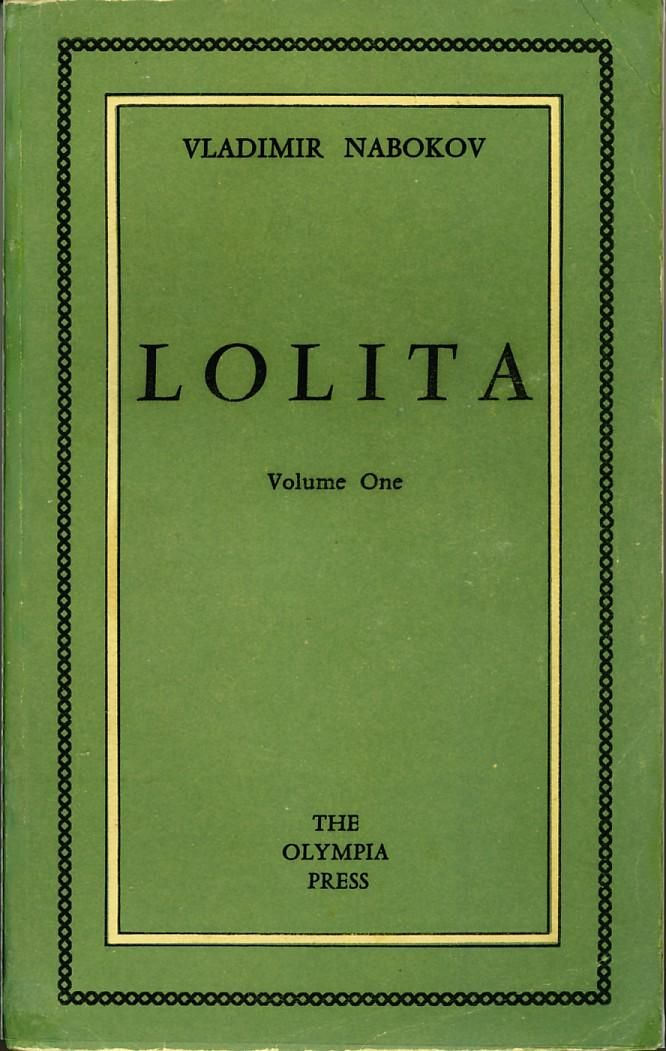
Einband der Erstausgabe, The Olympia Press 1955

Lolita ist der bekannteste Roman des russisch-amerikanischen Schriftstellers Vladimir Nabokov.
Über den Umweg der Erstausgabe von 1955, publiziert durch den in Frankreich ansässigen und auf englischsprachige Erotika spezialisierten Verlag Olympia Press, erreichte Lolita 1957 in Auszügen und ein Jahr später in der vollständigen Fassung die amerikanische Leserschaft und fand bald darauf auch weltweite Verbreitung. In dem 1956 geschriebenen Nachwort bekannte der gebürtige Russe Nabokov, Lolita sei seine „Liebeserklärung“ an die englische Sprache, und trat dem Verdacht der Pornografie entgegen, der die Rezeption des Romans anfangs begleitete. Die in Details leicht veränderte russische Fassung von Lolita (1967) besorgte er selbst.
Der hohe künstlerische Wert des vielschichtigen Werks wurde zunächst verdeckt durch sein skandalträchtiges Thema: Es geht um die verbotene, weil pädophile  Beziehung des 1910 in Frankreich geborenen Ich-Erzählers, dem Literaturwissenschaftler Humbert Humbert, zu der anfänglich im Jahre 1947 zwölfjährigen Dolores Haze, die er Lolita nennt. Beginn und Verlauf seiner einseitigen Leidenschaft, den sexuellen Missbrauch sowie ihre gemeinsame zweijährige Odyssee quer durch die USA schildert er in einem Gefängnis, wo er nach dem Mord an seinem Nebenbuhler 1952 auf seinen Prozess wartet. Von Nabokovs Titelfigur kommend ist der Name Lolita zum festen Begriff geworden und hat Eingang gefunden in Wissenschaft (Lolitakomplex), Popkultur (Lolicon) und alltäglichen Sprachgebrauch. Das Bild des sexuell frühreifen, verführerischen Mädchens, das man mit „Lolita“ gewöhnlich verbindet, ist allerdings im Vergleich zur Lolita des Romans stark eingeengt und trivialisiert. Dazu beigetragen haben auch die Verfilmungen von Stanley Kubrick (1962) und Adrian Lyne (1997).
Mehrfach bekundete Nabokov, dass er Lolita – seinen dritten Roman auf Englisch, seinen zwölften insgesamt – besonders wertschätzte. Er brachte dem knapp 60-Jährigen den Durchbruch in seiner schriftstellerischen Karriere und befreite ihn vom akademischen Brotberuf. Die 1939 entstandene und postum veröffentlichte Novelle Der Zauberer gilt als Vorstudie zu Lolita.

## Inhalt
Der Romanhandlung vorangestellt ist das Vorwort eines fiktionalen Herausgebers, der dem Leser mitteilt, der nachfolgende Text sei unter dem Titel Lolita oder Die Bekenntnisse eines Witwers weißer Rasse von einem Gefängnisinsassen verfasst worden, der sich selbst mit dem Decknamen „Humbert Humbert“ bezeichne und am 16. November 1952, kurz vor Beginn seines Prozesses, an den Folgen einer Koronarthrombose gestorben sei.
Der 1910 in Paris geborene Protagonist beginnt seine Aufzeichnungen mit einem kurzen Abriss seines Lebens bis zu dem Punkt, an dem er Lolita begegnet. In den Mittelpunkt rückt er seine erste Liebe im Sommer 1923: eine als symbiotisch erlebte, vom Erwachen der Sexualität begleitete Beziehung zu der gleichaltrigen Annabel Leigh, die unerfüllt bleibt durch den frühen Tod der Geliebten. Von da an sieht er sich fixiert auf einen bestimmten Typus von Mädchen etwa im Alter von Annabel, von denen er (ein „einsamer Wanderer, Künstler und Wahnsinniger“) sich magisch angezogen fühlt und die er daher als „Nymphetten“ bezeichnet; obsessiv sucht er ihre Nähe, kann aber sein sexuelles Begehren unterdrücken. Seine Flucht in eine vier Jahre dauernde Ehe beschreibt er mit zynischer Distanz; Gleiches gilt für seine Aufenthalte in psychiatrischen Kliniken sowie kurzzeitige Jobs als Lehrer, Parfum-Werbetexter und Expeditionsteilnehmer. Das Einzige, was ihm zeitweise geistige Erfüllung und Ablenkung verschafft, ist eine Auftragsarbeit für einen renommierten Verlag, die er als ausgebildeter Anglist übernommen hat: ein mehrbändiges Handbuch der französischen Literatur für englischsprachige Studenten. Dieses Projekt gedenkt er auch weiterzuführen, als er – inzwischen in den USA lebend und durch die Rente eines verstorbenen Onkels finanziell abgesichert – nach einem Rückzugsort für den Sommer 1947 sucht. In der neuenglischen Kleinstadt Ramsdale, im Haus der Witwe Charlotte Haze, trifft er völlig unvorbereitet auf die für ihn idealtypische „Nymphette“, die zwölfjährige Tochter Lolita. Schockhaft wird sofort all das wieder lebendig, was ihn an seine erste Liebe erinnert, doch fast ebenso schnell auch wieder verdrängt durch die Gegenwart.
Obwohl abgestoßen von dem Haus und der Besitzerin, mietet Humbert sich ein und lässt sich vom Alltagsleben vereinnahmen, sofern es irgendeinen Kontakt zu Lolita verheißt. Seismografisch nimmt er alles wahr, was sie betrifft und ihn erregt; und er hält es akribisch in Tagebüchern fest. Die drei Wochen währenden Annäherungen an sie kulminieren in Abwesenheit der Mutter an einem Sonntagmorgen: es gelingt ihm, eine erotisch aufgeladene neckische Spielerei mit ihr auf dem Sofa in sexuelle Manipulationen überzuleiten und zu einem heimlichen Orgasmus zu kommen. Seine „Erleichterung“ ist eine doppelte, hält er sich doch zugute, Lolitas „Reinheit“ nicht angetastet zu haben. Noch bevor er darangehen kann, zu erproben, ob und wie sich der unerwartete Erfolg in eine Strategie umwandeln lässt, kommt es zu einer Reihe gravierender Wendungen, die allesamt von Charlotte ausgehen.
Zunächst beschließt sie, Lolita früher als geplant ins Sommerlager zu schicken und sie nicht vor Ablauf der Ferien zurückkommen zu lassen. Noch am Tag von Lolitas Abreise erklärt sie Humbert brieflich ihre Liebe und stellt ihn praktisch vor die Wahl, entweder abzureisen oder sie zu heiraten. Um in Lolitas Nähe zu bleiben, entscheidet er sich für die Ehe, und mit dem gleichen, bereits eingeübten Zynismus entledigt er sich der damit verbundenen „Pflichten“. Charlotte scheint frei von Argwohn, was seine wahren Empfindungen und Absichten betrifft – bis sie sich eines Tages Zugang zu seinen Tagebüchern verschafft und die volle Wahrheit erfährt. Auf seine Ausrede, es handle sich um einen Romanentwurf, fällt sie nicht herein. Sie verfasst drei Briefe, die darauf abzielen, Lolita von ihm zu isolieren. Beim Gang zum Briefkasten auf der gegenüberliegenden Straßenseite gerät sie jedoch unter ein Auto und stirbt.
Mit einem Schlag hat sich dadurch alles in seinem Sinne verändert. Er ist jetzt Lolitas alleiniger Vormund; das mit Charlotte am engsten befreundete Paar hält ihn sogar für ihren leiblichen Vater. Er holt Lolita vorzeitig aus dem Sommerlager ab mit der Begründung, ihre Mutter liege im Krankenhaus, und er steigt mit ihr für eine Nacht in einem Hotel ab. Sein Plan: das, was ihm auf dem heimischen Sofa nur durch Zufall geglückt ist, sich von nun an methodisch zu verschaffen, indem er Lolita mit einem Schlafmittel sediert. Das misslingt, denn das Mittel wirkt nicht. Am Morgen ergreift Lolita ihrerseits die Initiative und praktiziert mit ihm, was sie im Sommerlager „gelernt“ hat: den Sexualakt. Noch am selben Tag teilt Humbert ihr mit, dass ihre Mutter tot sei, und bringt sie so auch davon ab, nach Hause zurückkehren zu wollen; dort seine Affäre mit ihr fortzuführen, hatte er von vornherein als zu riskant ausgeschlossen. Das nun beginnende unstete Reiseleben bildet die Schnittstelle zwischen Teil eins und zwei.
Ihre erste Autoreise verläuft ungeplant und führt sie, im Uhrzeigersinn, durch nahezu alle Staaten der USA. Mit dem Besuch zahlreicher Attraktionen versucht Humbert, gemeinsame Erlebnisse zu schaffen, um Lolita an ihn zu binden. Doch das verfängt bei ihr nicht, anders als die Drohkulisse, die er aufbaut, nachdem sie zu bedenken gegeben hat, dass sie ihn anzeigen und ins Gefängnis bringen könne. Dann, so kündigt er ihr an, werde sie ein Mündel des Staates und käme in ein Heim. Sie zur Komplizin zu machen, gelingt ihm also; eine Geliebte wie Annabel wird sie ihm nicht. Sie kennt ihre Reize, auf die er anspricht, und weiß mit ihnen zu spielen, jedoch nur aus Berechnung – unter anderem zur Erhöhung der materiellen Zuwendungen, mit denen er ihre sexuelle Verfügbarkeit belohnt.
Nach einem Jahr fasst Humbert den Entschluss, sich auf unbestimmte Zeit niederzulassen; seine Wahl fällt auf die neuenglische College-Stadt Beardsley, wo Lolita auch erstmals wieder eine Schule besucht. Für sie bedeutet das etwas Freiraum, für ihn noch mehr Kontrollzwang, Argwohn und Eifersucht – eine Haltung, die ihn vor der Lehrerschaft der sich als fortschrittlich verstehenden Mädchenschule ironischerweise zu einem besorgten, aber etwas altmodischen Vater macht. Nur widerstrebend erlaubt er Lolita die Teilnahme an den Proben für ein Theaterstück. Eine heftige Auseinandersetzung zwischen beiden endet mit Lolitas Flucht; als er sie wiederfindet, scheint sie wie verwandelt; sie hat ihrerseits einen Entschluss gefasst: auf Theater und Schule will sie verzichten und wieder auf Reisen gehen, unter der Bedingung, dass sie über die Route bestimmt. Humbert willigt ein.
Unterwegs spürt er jedoch bald, dass sie einen Verfolger hinter sich haben; er hält ihn abwechselnd für einen Detektiv, Nebenbuhler oder eine Ausgeburt seiner Paranoia. Als Lolita mit einer Virusinfektion im Krankenhaus liegt und Humbert, von ihr angesteckt und geschwächt, im Hotel, nutzt sie die Gelegenheit und verschwindet; das Personal teilt dem wie eine Furie tobenden „Vater“ mit, sie sei, „wie vereinbart“, von ihrem „Onkel“ abgeholt worden. Fieberhaft verfolgt Humbert die Spur des unbekannten Entführers (und Nebenbuhlers, wie er nun sicher glaubt) zurück, um seine Identität zu ermitteln, ihn zu stellen und zu töten und so Lolita zurückzuerobern – vergeblich.
Mehr als drei Jahre später ist es Lolita, die sich – schwanger, verheiratet und in ärmlichen Verhältnissen lebend – bei ihm meldet mit der Bitte um Geld. Humbert verfügt über die Einnahmen aus der Vermietung des Haze'schen Hauses, die sich auf das Zehnfache der gewünschten Summe belaufen, und gibt ihr, was ihr ohnehin zusteht, ohne Bedingungen daran zu knüpfen. Seine Hoffnung, Lolita zurückzugewinnen, erfüllt sich indes nicht. Stattdessen erfährt er von ihr, dass der große Unbekannte, den er in ihrem Ehemann zu finden glaubte und dem er noch immer nach dem Leben trachtet, tatsächlich ein Nebenbuhler war und sogar der einzige Mann, nach dem sie je „verrückt“ gewesen sei; zum Bruch mit ihm sei es gekommen, als sie sich geweigert hatte, in den Pornofilmen mitzuspielen, die er drehen ließ. Immerhin kennt Humbert jetzt seinen Namen und begreift die Zusammenhänge: Der Dramatiker Clare Quilty, ein alter Bekannter der Haze'schen Familie, war der Verfasser jenes Theaterstücks in Beardsley, dessen Hauptrolle er speziell für Lolita entworfen und das er nach dem Hotel „Die Verzauberten Jäger“ benannt hatte, in dem Humbert mit ihr die erste Nacht verbrachte und wo er von Quilty auf mysteriöse Weise angesprochen worden war, so, als würde dieser ihn durchschauen. Humbert sucht nun die finale Begegnung mit ihm, spürt ihn auf und erschießt ihn.
Rückblickend auf eine lakonische Notiz im Vorwort erweist sich, dass die Bedingung, an die Humbert eine Veröffentlichung seiner Aufzeichnungen knüpft – Lolita dürfe nicht mehr am Leben sein – erfüllt ist: Sie stirbt, nur wenige Wochen nach ihm, im Kindbett nach der Niederkunft mit einem totgeborenen Mädchen.

## Entstehungsgeschichte

### Vorläufer in Nabokovs Werk
Bestimmte zentrale Themen und Motive, allen voran die Konstellation „älterer Mann begehrt Kindfrau“, zeichnen sich bereits in den vor Lolita entstandenen literarischen Werken Nabokovs ab.
In besonderer Weise gilt das für Der Zauberer. 1939 im französischen Exil entstanden, war es Nabokovs letzte große Prosaarbeit in Russisch; sie wird entweder als Erzählung, Novelle oder Kurzroman klassifiziert. Nabokov fand das Manuskript, das er verloren glaubte, erst nach Erscheinen von Lolita wieder und gab es 1959 zur Veröffentlichung frei. Erstmals publiziert wurde es 1986 in der englischen Fassung unter dem Titel The Enchanter (eher im Sinne von „Bezauberer“ als „Zauberkünstler“). Protagonist ist ein etwa 40-jähriger Mann, der sich zu einem Mädchen hingezogen fühlt, das er mehrere Tage lang in einem Park beobachtet (sie ist, wie Lolita, 12 Jahre alt, wirkt aber noch ganz kindlich); um ihr näherzukommen, lernt er ihre Mutter kennen und heiratet die wenig attraktive, kränkliche, verwitwete Frau; nach ihrem Tod misslingt seine sexuelle Annäherung an das Mädchen in einem Hotelzimmer, und er wirft sich vor einen Lastwagen.
Sehr viel grober als dieses „psychologische Porträt“, die „scharfsinnige poetische Studie der sexuellen Obsession“ (Marcel Reich-Ranicki) wirkt allein schon der Ton, in dem eine Nebenfigur des Romans Die Gabe (1934/37) seinen Entwurf einer Geschichte „aus dem wirklichen Leben“ – eine Abwandlung der Konstellation „Mann/Witwe/Tochter“ – vorträgt: „[…] Ein alter Hund – aber noch voll im Saft, feurig, nach Glück lechzend – lernt eine Witwe kennen, und die hat eine Tochter, noch ganz und gar Mädchen – Sie wissen, was ich meine –, noch ist nichts geformt, aber sie hat bereits eine Art zu gehen, die einen verrückt macht. […]“
Ein anderes Dreiecksverhältnis, das Nabokov in Lolita variiert – „Mann/Mädchen/Rivale“ – bildet die zentrale Figurenkonstellation seines Romans Gelächter im Dunkel (1932). Die auffälligste Parallele zwischen beiden Werken ist die charakterologische Ähnlichkeit der nicht auf Augenhöhe konkurrierenden Männer: Während die Protagonisten ihrer Leidenschaft nicht ohne Skrupel frönen, handeln ihre für sie im anonymen Dunkel agierenden Doppelgänger vollkommen gewissenlos und zynisch.
Fokussiert auf ein erotisch-sexuelles Erlebnis ist Nabokovs 1928 entstandenes Gedicht Lilith. Bestimmte Aspekte ihrer sehr komplexen Mythologie aufgreifend (Adams erste, von ihm verstoßene Frau mutierte in späteren Deutungen zur schönen jungen Hexe, die Männer zu nächtlichen Pollutionen trieb), erzählt das Gedicht von einem Verstorbenen, der sich im Paradies wähnt und dort Lilith begegnet, die sich ihm verführerisch öffnet und dann plötzlich entzieht, so dass er die „Hölle“ eines Coitus interruptus mit qualvoller Ejakulation samt öffentlicher Zurschaustellung erlebt. Ähnlich beschreibt Humbert das abrupte, schamvolle Ende seiner ersten Liebe zu Annabel, und unter Verweis auf Lilith stilisiert er seine spätere Obsession für Kindfrauen im Kontrast zu deren erwachsenem Gegenbild: „Humbert war durchaus zum Geschlechtsverkehr mit Eva fähig, doch war es Lilith, nach der er sich sehnte.“

### Entstehung
Aus einem Brief an seinen Freund Edmund Wilson geht hervor, dass Nabokov bereits 1947 mit Lolita befasst war. In den folgenden vier Jahren kam er mit dem Schreiben allerdings nur mühsam voran. Zweimal war er nahe daran, das Manuskript zu vernichten. Dass es nicht dazu kam, war auch seiner Frau Véra zu verdanken. Ab 1951 konnte sich Nabokov ernstlich der Arbeit an Lolita widmen, vorwiegend während der ausgedehnten Sommerferien, die der Universitätsberuf ihm gestattete. In der Endphase, im Herbst 1953, schrieb er bis zu 15 Stunden täglich an dem Roman. Der Abschluss des Manuskripts datiert auf den 6. Dezember 1953. – In den Jahren danach hatte Nabokov noch drei Mal Anlass, sich gründlich mit dem Text zu beschäftigen. 1960 schrieb er das Drehbuch für die erste Verfilmung, von dem Stanley Kubrick allerdings das meiste verwarf. Mitte der 60er Jahre übertrug Nabokov Lolita, mit geringfügigen Änderungen unwesentlicher Details, in seine russische Muttersprache. Am Ende des Jahrzehnts schließlich unterzog er den Text noch einmal einer gründlichen Revision für die von Alfred Appel Jr. besorgte annotierte Ausgabe von 1970 – die erste eines Romans der Moderne, die noch zu Lebzeiten des Autors erschien.
Aus dem erwähnten Brief an Wilson und aus Nabokovs Nachwort geht hervor, dass Lolita zunächst nicht als Roman konzipiert war und erst allmählich zu einem solchen heranwuchs. Nabokov hatte eine verbesserte Version von Der Zauberer im Sinn; dass er diesen Text verworfen hatte, lag weniger an seinem provokanten Thema als vielmehr daran, dass er dem Mädchen nicht nur keinen Namen gegeben hatte, sondern wenig „Anschein von Realität“. Dies versuchte er zu ändern, und so war es dann folgerichtig, dass der Roman, der zunächst „Ein Königreich am Meer“ hieß, schließlich den Namen der Heldin als Titel trug. Den „initialen Inspirationsschauer“ für Lolita führt Nabokov allerdings auf ein Ereignis zurück, das dem Zauberer vorausging, ohne zu diesem in „direkter Beziehung“ zu stehen. In einem Zeitungsartikel hatte er die Kohlezeichnung eines Menschenaffen gesehen, die erste Skizze, die „je von einem Tier“ hervorgebracht worden sei; sie zeigte „die Gitterstäbe des Käfigs der armen Kreatur“.
In der ersten Phase der Entstehung seiner Romane sammelte Nabokov Material wie dieses, ohne zu wissen, wofür er es brauchen könnte; dann ließ er das Werk unterbewusst reifen, und erst als der „Bau“ fertig war, begann der eigentliche Schreibprozess. Diesen verglich Nabokov mit dem Kopieren eines Gemäldes, das er „im gedämpften Licht“ vor seinem geistigen Auge sah und dessen Teile er dann Stück für Stück erhellt und wie ein Puzzle zusammengefügt habe. Auf diese, nicht der späteren Kapitelanordnung folgende Weise entstand auch Lolita. Humberts Tagebuch schrieb Nabokov zuerst, danach seine erste Reise mit Lolita und dann bereits die finale Tötungsszene; auf Humberts Vorgeschichte folgte der „Rest“ der Handlung, mehr oder weniger chronologisch, bis hin zur letzten Begegnung zwischen Humbert und Lolita; den Schlusspunkt bildete das Vorwort des fiktiven Herausgebers.

### Nabokovs Nachwort
Anlass für das 1956 verfasste Nachwort Über ein Buch mit dem Titel „Lolita“ war die durch den Anchor Review realisierte Veröffentlichung längerer Auszüge aus dem Roman, mit dem Ziel, die Publikation des gesamten Werkes in den USA zu erwirken. Das führte zum Erfolg; dennoch wurde das Nachwort auch allen späteren Editionen beigegeben und, trotz kleinerer Fehler, unverändert belassen.
Ausgehend von der Genese des Romans und seinen Versuchen, ihn zur Veröffentlichung zu bringen, nimmt Nabokov in diesem Nachwort Reaktionen von Verlegern, Lektoren und ersten Lesern zum Anlass, einige seiner künstlerischen Überzeugungen zu skizzieren. Vorrangig geht es ihm dabei um zwei: „Pornografie“ – der Hauptvorwurf gegen Lolita bis dahin – verlangt seiner Ansicht nach „Banalität“ und die „strikte Einhaltung eines erzählerischen Klischees“ und schließt andererseits „künstlerische Originalität“ und „ästhetischen Genuss“ aus. Eine „Moral im Schlepptau“ habe Lolita – entgegen der Ankündigung seines fiktiven Herausgebers – nicht; „didaktische Prosa“ lehne er ab; was er von Literatur verlange, sei, dass sie ihm „ästhetische Lust“ bereite und ihn mit „anderen Seinszuständen in Berührung“ bringe, bei denen „Kunst (Neugier, Zärtlichkeit, Güte, Harmonie, Leidenschaft) die Norm ist“.

## Publikationsgeschichte

### Erstveröffentlichung in Frankreich
Unmittelbar nach Fertigstellung des Romans bemühte sich Nabokov um seine Veröffentlichung. Die ersten Rückmeldungen, von Bekannten wie von Verlegern, waren jedoch durchweg negativ. Sein Freund, der Schriftstellerkollege und Literaturkritiker Edmund Wilson, hielt Lolita für schlechter als das, was er bis dahin von ihm gelesen hatte; Morris Bishop, Nabokovs engster Vertrauter an der Cornell University, prophezeite ihm für den Fall der Veröffentlichung seinen Hinauswurf. Die Lektoren der Verlage Viking Press und Simon & Schuster hielten den Roman für nicht veröffentlichbar – Letztere bezeichneten ihn sogar als reine Pornografie. Ähnlich waren die Erfahrungen bei drei anderen US-amerikanischen Verlagen. Bei Doubleday gab es zwar Fürsprecher unter den Lektoren, doch die Verlagsleitung lehnte den Roman kategorisch ab.
Nach den ersten zwei Absagen in den USA hatte Nabokov bereits seine Fühler nach Frankreich ausgestreckt und eine alte Bekannte, die Übersetzerin und Literaturagentin Doussia Ergaz, kontaktiert; nach der fünften Ablehnung sandte er ihr das Manuskript zu. Zwei Monate später signalisierte sie ihm, Maurice Girodias, dessen kleiner Verlag Olympia Press ausgefallene englischsprachige Bücher publiziere, sei interessiert. Dass Girodias auf die Veröffentlichung englischsprachiger Erotica spezialisiert war, wusste Nabokov nicht, als am 6. Juni 1955 der Vertrag unterzeichnet wurde und am 15. September 1955 die Erstausgabe von Lolita erschien. Nabokov räumte später allerdings ein, dass er vermutlich auch in Kenntnis dessen unterschrieben hätte.